# Coleman (Alberta)
Coleman est une communauté urbaine des montagnes Rocheuses localisé dans la municipalité de Crowsnest Pass, dans le sud-ouest de l'Alberta, au Canada. Elle était une municipalité autonome avant 1979 avant qu'elle se fusionne avec quatre autres municipalités pour former Crowsnest Pass.
Coleman est situé dans la division de recensement no 15 et dans la circonscription de Macleod. Il est desservi par l'autoroute 3 (Crowsnest Highway) et le chemin de fer Canadien Pacifique. L'ouest de la ville, le centre ville et les installations de la l'International Coal and Coke Company ont été désignés lieu historique national du Canada en 2001.

## Histoire
En 1903, un nouveau lotissement urbain a été aménagé à quelques kilomètres à l'ouest de Blairmore, pour desservir une nouvelle mine de charbon exploitée par l'International Coal and Coke Company. Les noms initiaux de Paulson's Camp ou McGillivray Hill ont été rejetés par le bureau de poste, s'installant sur Coleman (après le nom de jeune fille de la mère du président et propriétaire de la mine AC Flumerfelt, Ada et le deuxième prénom de sa plus jeune fille, Norma Coleman Flumerfelt) en 1904. Une caractéristique de la ville était les 100 fours à coke la mine (plus tard 216) situés à la périphérie de la ville, qui ont fonctionné de 1906 à 1952. La ville s'est développée rapidement, dépassant Blairmore comme le plus grand de la région. Coleman avait un opéra de 1908 jusqu'à ce qu'il brûle en 1948.
Coleman a persévéré lors de grèves (1911 et 1932), d'inondations (1923 et 1942) et d'incendies (1948). À mesure que les mines de charbon de la région fermaient progressivement, l'importance commerciale de Coleman diminuait en faveur de Blairmore. Coleman a fusionné avec quatre autres municipalités pour former la municipalité de Crowsnest Pass en 1979.
Le patrimoine des mines de charbon de Coleman est évident dans ses nombreux bâtiments historiques, un musée régional, les ruines de son usine de charbon et de ses fours à coke, plusieurs mines abandonnées à proximité et la "plus grande tirelire du monde" en 36 pouces (914,4 mm) locomotive pour mine à bouteille thermos pneumatique. Une grande partie de la section du centre-ville forme maintenant le lieu historique national Coleman.

## Gens
- Joe Kryczka, juge de la Cour du Banc de la Reine de l'Alberta, président de l'Association canadienne de hockey amateur